# Akunk (Kotayk)
Pour les articles homonymes, voir Akunk.
Akunk (en arménien Ակունք ; jusqu'en 1946 Bashgyugh et Bashkend) est une communauté rurale du marz de Kotayk, en Arménie. Elle compte 1 988 habitants en 2008.